# Ключ 94
Ключ 94 (трад. и упр. 犬, 犭) — ключ Канси со значением «собака»; один из 34, состоящих из четырёх штрихов.
В словаре Канси есть 444 символа (из 49 030), которые можно найти c этим радикалом.

## История
Древняя идеограмма изображала собаку.
Этот ключевой знак интересен тем, что может располагаться как в правой, так и в левой части сложных иероглифов. Причем в правой части знак остается без изменения, а в левой принимает форму 犭 и имеет значение «животное», на путунхуа эта форма называется «фань цюань пан» (кит. упр. 反犬旁, пиньинь fǎnquǎnpáng).
«Собака» — сильный ключевой знак.

Техника написания
Вид в Цзиньвэнь
Вид в Цзягувэнь
Вид в большой печати Чжуаньшу
Вид в малой печати Чжуаньшу

В словарях[каких?] находится под номером 94. В помещённой на первом форзаце многотиражного китайского словаря «Сяньдай ханьюй цыдянь» (кит. упр. 现代汉语词典) официально принятой в КНР таблице из 201 ключа данный ключ находится под номером 66.

## Примеры иероглифов
| Доп. штрихи | Иероглифы |
| ----------- | --- |
| 0           | 犬犭 |
| 1           | 犮 |
| 2           | 犯 犰 𤜠 |
| 3           | 犲 犴 犳 犱 犵 犷 𤜬 𤜭 𤜥 状                                                                                              |
| 4           | 㹜 㹝 㹞 㹟 㹠 犹 犺 犻 犼 犽 犾 犿 狀 狁 狂 狃 狄 狅 狆 狇 𤜯 𤝋 狀                                                       |
| 5           | 㹪 㹡 㹢 㹣 㹤 㹥 㹦 㹧 㹨 㹩 狉 狊 狋 狌 狍 狎 狏 狐 狑 狒 狓 狔 狕 狖 狗 狘 狙 狚 狛 狜 狝 狞 𤝞 𤝫 𤝑 𤝕                |
| 6           | 㹫 㹬 㹭 㹮 㹯 㹰 狟 狠 狡 狢 狣 狤 狥 狦 狧 狨 狩 狪 狫 独 狯 𤞏 𤝹 𤞐 𤞑 𤞒 𤞓 𤞔 𤞕 𤞖 𤞘                               |
| 7           | 㹱 㹲 㹳 㹴 㹵 㹶 㹷 㹸 狳 狴 狵 狶 狷 狸 狹 狺 狻 狼 狽 狾 狿 𤞦 𤞧 𤞨 𤞩 𤞪 𤞫 𤞺 𤞻 𤞼 𤞽 𤟂 猀 猁 猂                   |
| 8           | 㹺 㹻 㹼 㹽 㹾 㹿 㹹 㺀 𤟎 𤟛 猊 猋 猌 猍 猎 猏 猚 猛 猜 猝 猞 猟 猪 猄 猅 猆 猇 猈 猉 猐 猑 猒 猓 猔 猕 猖 猗 猘 猙 猠 猡 |
| 9           | 㺁 㺂 㺃 㺄 㺅 𤟠 𤟱 猬 猭 猯 𤠋 猢 猣 猤 猥 猦 猧 猨 猩 猰 猱 猲 猳 猴 猵 猶 猷 猸 猹 獁 獓 𤠂 𤠃 𤠄 𤠅 𤠆 猫 猪          |
| 10          | 㺊 㺋 㺌 㺍 㺇 㺈 㺉 猺 猻 猼 猽 猾 猿 獊 𤠚 獀 獂 獃 獅 獆 獇 獈 獉 𤠒 𤠣 𤠤 𤠰 𤠱 𤠲 𤠳 𤠴 𤠶 𤠷                         |
| 11          | 㺎 㺏 㺐 㺑 㺒 㺓 獌 獍 獎 獏 𤡌 𤡚 𤡛 獄 獐 獑 獒 獔 獕 𤠹 𤡁                                                             |
| 12          | 㺔 㺕 㺖 㺗 㺘 㺙 獋 獚 獛 獜 獝 獞 獟 𤡮 獖 獗 獘 獙 獠 獡 獢 獣 獤 𤢂 𤢇 𤢈                                              |
| 13          | 㺚 㺛 㺜 𤢤 𤢥 獪 獫 獬 𤢌 獥 獦 獧 獨 獩 𤢔 𤢖 𤢗                                                                         |
| 14          | 㺝 㺞 㺟 𤢫 𤢬 獮 獯 獰 獱 獲 獳 獴                                                                                        |
| 15          | 㺠 𤢽 𤢾 𤢿 𤣄 獵 獶 獷 獸 獵                                                                                              |
| 16          | 獺 㺡 㺢 獺 獻 獹 |
| 17          | 㺣 㺤 㺥 㺦 獼 獽 |
| 18          | 獾 獿 |
| 19          | 𤣚 玀 |
| 20          | 玁 玂 玃 |
| 21          | 㺧 𤣡 |

- Примечание: Ваш браузер может отображать иероглифы неправильно.